# Eugoniella
Eugoniella là một chi bướm đêm thuộc họ Erebidae.